# Iwan Wyszniegradski (kompozytor)
Iwan Aleksandrowicz Wyszniegradski (ros. Ива́н Алекса́ндрович Вышнегра́дский; ur. 4 maja?/16 maja 1893 w Petersburgu, zm. 29 września 1979 w Paryżu) – rosyjski kompozytor i teoretyk muzyki; jeden z prekursorów mikrotonowości.

## Życiorys
Pochodził z rodziny inteligenckiej. Jego dziadek, Iwan Wyszniegradski (1832–1895), był jednym z pionierów teorii automatyki i ministrem finansów Imperium Rosyjskiego w latach 1887–1892. Jego ojciec był bankierem, matka poetką. 
W latach 1911–1915 Iwan uczył się prywatnie harmonii, orkiestracji i kompozycji u Nikołaja Sokołowa. Studiował także prawo. Jego wszechstronne zainteresowania obejmowały również matematykę, fizykę, chemię i filozofię Dalekiego Wschodu. Dążył do unifikacji sztuki i nauki. 
W 1919 (lub 1920) wyjechał nielegalnie z Rosji Sowieckiej, przez co został pozbawiony rosyjskiego obywatelstwa. Osiedlił się we Francji, ale obywatelstwo francuskie nigdy nie zostało mu przyznane, mimo że przez sześćdziesiąt lat mieszkał w Paryżu. Pracował tam w fabryce fortepianów Pleyela. Bezskutecznie próbował przekonać jej dyrekcję, by zgodziła się zbadać możliwość produkowania ćwierćtonowych instrumentów klawiszowych. Również inne firmy fortepianowe, jak Gaveau i Érard, nie były zainteresowane współpracą. 
W latach 1922–1923 przebywał w Berlinie, gdzie współpracował z Willym von Möllendorffem, Richardem Steinem, Aloisem Hábą i Jörgem Magerem, eksperymentując na polu mikrotonowości. Wszyscy oni byli korespondencyjnymi członkami prężnie działającego w Związku Radzieckim przy Konserwatorium Piotrogrodzkim Koła Muzyki Ćwierćtonowej, którego organizatorem i dyrektorem był Grigorij Rimski-Korsakow, wnuk Nikołaja. 
Równocześnie razem z Hábą próbowali skonstruować fortepian strojony ćwierćtonowo, który ostatecznie został zbudowany w 1924 w fabryce Augusta Förstera w Czechosłowacji. Do jego budowy wykorzystano projekt Wyszniegradskiego z potrójnym układem klawiaturowym złożonym z trzech manuałów (klawiatur) jeden nad drugim: dolnym i środkowym strojonym ćwieć tonu od siebie oraz górnym strojonym jak dolny. Do II poł. XX w. przetrwały trzy takie fortepiany ćwierćtonowe – dwa instrumenty pionowe, odpowiednio w domach Wyszniegradskiego i Háby, oraz jeden fortepian w konserwatorium praskim, gdzie Hába wykładał. Od 1936 Wyszniegradski odszedł od idei ćwierćtonowego fortepianu i zaczął wykorzystywać dwa osobne fortepiany z ćwierćtonową różnicą strojenia, w wyniku czego większość jego utworów została napisana na duet fortepianowy.
W 1924 rozpoczął, trwające blisko 30 lat, prace badawcze nad mikrotonowością i swoim systemem teoretycznym, obejmującym relacje 1/3-, 1/4-, 1/6-, 1/8-tonowe, a także zasady rytmu. W publikacji La loi de la pansonorité (1925) wyjaśnił swoją koncepcję kontinuum dźwięku i ultrachromatyczności, a w 1932 wydał najważniejszą pracę teoretyczną Manuel d’harmonie à quarts de ton.
W 1937 Wyszniegradski uczestniczył w pierwszym koncercie poświęconym całkowicie jego muzyce. Poznał Oliviera Messiaena, Henriego Dutilleux i Claude'a Ballifa. Nagrał drugą (wolną) część symfonii Ainsi parlait Zarathoustra (1930) na cztery fortepiany w systemie ćwierćtonowym. W 1951 Pierre Boulez, Yvette Grimaud, Claude Helffer i Ina Marika dali w Paryżu prawykonanie Deuxième fragment symphonique (1937), na cztery fortepiany strojone ćwierćtonowo. 
W 1977 utwory Wyszniegradskiego prezentowane były na koncercie zorganizowanym na Uniwersytecie McGilla w Montrealu, były też nadawane przez francuskie radio. W 1978 miała miejsce światowa premiera La journée de l’existence (1917) w wykonaniu Orkiestry Filharmonicznej Radia Francuskiego (Orchestre philharmonique de Radio France).

## Twórczość
W młodości Wyszniegradski był zafascynowany utworami fortepianowymi Aleksandra Skriabina. Jego najważniejsza kompozycja wczesnego, półtonowego okresu twórczości – La journée de l’existence (1917) – wskazuje jak duże znaczenie dla rozwoju jego twórczej wyobraźni miała muzyka Skriabina. Utwór przeznaczony dla narratora, chóru i orkiestry, napisany został w formie kantatowych utworów Skriabina (np. II Symfonii) i wykorzystuje podobną gamę rozszerzonych harmonii tonalnych.
Eksperymentował z systemem dźwiękowym, analizując wszystkie możliwe wysokości zmniejszonych i zwiększonych oktaw, podzielonych w sposób temperowany. Po raz pierwszy zastosował mikrotony w Chant douloureux et étude (1918) na specjalnie strojone skrzypce i fortepian. Technikę ćwierćtonową w pełni wykorzystał w utworze Cosmos (1940) przeznaczonym na cztery fortepiany, parami różniące się od siebie ćwierćtonowym strojeniem. W prapremierowym wykonaniu tego utworu, które odbyło się 10 listopada 1945, wystąpili Pierre Boulez, Yvonne Loriod, Serge Nigg i Yvette Grimaud. Doceniono konsekwencję autora w eksploatacji harmonicznych i brzmieniowych rezultatów stosowanej przez niego techniki. Jednak utwór nie wywołał entuzjazmu, był bowiem sprzeczny z totalnym serializmem, dominującym wówczas w paryskim modernizmie.
Kompozytorska spuścizna Wyszniegradskiego obejmuje ponad 60 kompozycji, w tym utwory orkiestrowe, kameralne, fortepianowe (na 2 i 4 fortepiany), wokalne oraz pantomimę Linnite.

## Wybrane kompozycje
(na podstawie materiałów źródłowych)

### Utwory w systemie półtonowym
- 2 préludes op. 2, na fortepian (1916)
- La journée de l’existence dla recytatora, na chór ad lib. i ork.; sł. kompozytor (1917, zrewid. 1927 i 1939)
- L’automne op. 1, na bas-baryton i fortepian; sł. F. Nietzsche (1917)
- Le soleil décline op. 3, na bas-baryton i fortepian; sł. F. Nietzsche (1918)
- 4 fragments (wersja 1.) op. 5, na fortepian (1918)
- Le scintillement lointain des étoiles op. 4, na bas-baryton i fortepian; sł. (Sofija Sawicz-Wyszniegradskaja, matka kompozytora) (1918)
- III Kwartet smyczkowy op. 38b (1945–1958)
- Le mot op. 36, na sopran i fortepian (1953)
- Etude sur le carré magique sonore op. 40, na fortepian (1956)
- Polyphonies spatiales op. 39, na fortepian, fisharmonię, fale Martenota, perkusję i ork. smyczkową (1956)
- Prélude op. 38a, na fortepian (1957)

### Utwory w systemie ćwierćtonowym

#### sceniczne
- Linnite, pantomima w 1 akcie i 5 scenach, na 3 głosy żeńskie i 4 fortepiany; sł. (S. Sawicz-Wyszniegradskaja)1937

#### orkiestrowe
- 5 variations sans thème et conclusion, op. 33 (1952)
- Premier fragment symphonique (wersja 2.) op. 23c (1967)
- Etude sur les mouvements rotatoires (wersja 3.) op. 45c, na 2 fortepiany i ork. kameralną (1967)
- Symfonia op. 51b (1969)

#### kameralne
- I Kwartet smyczkowy op. 13 (1924)
- Ainsi parlait Zarathoustra op. 17. symfonia na 4 fortepiany (1930, zrewid  1936)
- II Kwartet smyczkowy op. 18 (1931)
- Premier fragment symphonique (wersja 1.) op. 23a, na 4 fortepiany (1934)
- Deuxième fragment symphonique op. 34, na 4 fortepiany, kotły i perkusję (1937)
- Cosmos op. 28, na 4 fortepiany (1940)
- Sonata op. 34, na altówkę i 2 fortepiany (1945–59)
- Troisième fragment symphonique op. 31, na 4 fortepiany i perkusję ad lib. (1946)
- Transparences I op. 35, na 2 fortepiany i fale Martenota (1953)
- Quatrième fragment symphonique op. 38c, na 4 fortepiany i fale Martenota (1956)
- Composition op. 43, na kwartet smyczkowy (1960)
- Transparences II op. 47, na 2 fortepiany i fale Martenota 1963)
- Composition op. 52, na 4 fale Martenota (1963)
- Trio smyczkowe op. 53 (1979)

#### na 2 fortepiany
- Dithyrambe op. 12, (1924)
- Prélude et danse op. 16, (1926)
- Prélude et fugue op. 15 (1927)
- 2 études de concert op. 19 (1931)
- Etude en forme de scherzo op.20 (1931)
- Prélude et fugue op. 21 (1932)
- 2 pièces, 1934)
- 24 préludes en quarts de ton op. 22, (1934, zrewid. 1961 i 1975)
- Poème (1937)
- 2 fugues, op. 32 (1951)
- Etudes sur les densités et les volumes op. 39a (1956)
- Dialogue na 8 rąk (1959)
- Composition II op. 46b (1960)
- Etude sur les mouvements rotatoires (wersja 1.) op. 45a (1961)
- Intégrations op. 49 (1962)

#### wokalno-instrumentalne
- 2 chants op. 9, na bas-baryton i 2 fortepiany; sł. F. Nietzsche (1923)
- Acte choréographique op.27, na bas-baryton, chór, 4 fortepiany oraz al lib.: bałałajkę, altówkę i klarnet; sł. kompozytor (1937)
- 2 chants russes (A. Bely, W. Mayakovsky), op.29, na bas-baryton i 2 fortepiany; sł. A. Bieły i W. Majakowski (1941)

### Utwory w różnych systemach mikrotonowych
- Chant douloureux et étude op. 6, na skrzypce w syst. 1/3-, 1/4-, 1/6-, 1/8-tonowym i fortepian (1918)
- Méditation sur deux thèmes de la journée de l’existence op.7, na wiolonczelę w syst. 1/3-, 1/4-, 1/6-tonowym i fortepian (1919, zrewid. 1976)
- Chant nocturne op. 11, na skrzypce w syst. 1/4-, 1/6-, 1/8-tonowym i 2 fortepiany w syst. 1/4-tonowym (1927)
- Prélude et fugue op. 30, na 3 fortepiany w syst. 1/6-tonowym (1945)
- Arc-en-ciel op. 37, na 6 fortepianów w syst. 1/12-tonowym (1956)
- Carrillo micro-interval op. 44, na fortepian
  - Poème w syst. 1/6-tonowym (1958)
  - Etude  w syst. 1/12-tonowym (1958)
- Etude ultrachromatique op. 42, na organy Fokkera(inne języki) w syst. 1/31-tonowym (1959)
- Etude sur les mouvements rotatoires (wersja 2.) op. 45b, na 3 fortepiany w syst. 1/6-tonowym i ork. (1961)
- Composition I op.46a, na 3 fortepiany w syst. 1/6-tonowym i ork. (1961)
- Dialogue à trois na 3 fortepiany w syst. 1/6-tonowym i ork. (1974)
- 2 méditations na 3 fortepiany w syst. 1/6-tonowym i ork. (b.d.)

## Ważniejsze publikacje
(na podstawie materiałów źródłowych)
- Manuel d’harmonie à quarts de ton, wyd. La Sirène Musica, Paryż, 1932
- Préface à un traité d’harmonie par quartes superposées, „Polyphonie” nr 3, 1949, s. 56–62
- La révolution ultrachromatique, „Vie musicale”, nr 2/3, 1952, s. 8–9
- L’ultrachromatisme et les espaces non octaviants, „Revue Musicale”, nr 290–291, 1972, s. 73–130
- Premier cahier Ivan Wyschnegradsky (pisma zebrane), wyd. Association Ivan Wyschnegradsky, Paryż, 1985
- La loi de la pansonorité, w rękopisie (1925); red. Pascale Criton i Franck Jedrzejewski, wyd. Contrechamps, Genewa, 1996; ISBN 978-2940068098